# Claus Lamm
Claus Lamm (* 10. Dezember 1973 in Lustenau, Österreich) ist ein österreichischer Neuropsychologe.
Er ist Professor für Biologische Psychologie und Leiter der Social, Cognitive and Affective Neuroscience Unit (SCAN-Unit) an der Fakultät für Psychologie der Universität Wien. In seiner Forschung beschäftigt sich Lamm mit den psychologischen und biologischen Mechanismen, die sozialer Kognition, Affekten und Verhalten zugrunde liegen. Sein Forschungsschwerpunkt ist die Neurowissenschaft der Empathie, zu deren Verständnis er fundamentale Beiträge leistete.

## Akademische Karriere und Errungenschaften
Claus Lamm absolvierte sein Diplom- und Ph.D.-Studium im Fach Psychologie an der Universität Wien. Danach schloss er sich der Forschungsgruppe um Jean Decety an, zunächst am Französischen Institut national de la santé et de la recherche médicale (INSERM) in Bron, Frankreich (2005), und danach an der University of Chicago (2006–2008). Daraufhin wechselte er zu Tania Singers Forschungsgruppe im Laboratory of Social and Neural Systems Research (SNS Lab, gegründet von Ernst Fehr, Universität Zürich).
2010 kehrte Lamm als Professor für Biologische Psychologie an die Universität Wien zurück, wo er in den folgenden Jahren Gründer und Leiter der Social, Cognitive and Affective Neuroscience Unit sowie Vizedekan der Fakultät für Psychologie wurde. Darüber hinaus ist Claus Lamm Beiratsmitglied der Forschungsplattform Cognitive Sciences. Er gründete und leitet das Magnetresonanztomographie-Zentrum (MR-Zentrum) der Universität Wien. Gemeinsam mit Ludwig Huber leitet er eine der wenigen weltweit existierenden Comparative Canine Neuroimaging Units.
2014 wurde er zum korrespondierenden Mitglied der Österreichischen Akademie der Wissenschaften (ÖAW) gewählt und erhielt den Elisabeth-Lutz-Preis der ÖAW in Anerkennung seiner Forschungsleistungen im Bereich der neurowissenschaftlichen und biologischen Mechanismen des menschlichen Sozialverhaltens.
Claus Lamm erforscht menschliches Sozialverhalten durch einen interdisziplinären, mehrere Analyseebenen umfassenden Zugang, der die Disziplinen der experimentellen Psychologie und Verhaltenspsychologie kombiniert und auf Methoden wie bildgebende Verfahren, Elektroenzephalographie, transkranielle Magnetstimulation, Psychopharmakologie und Psychoneuroendokrinologie zurückgreift. Claus Lamm kooperiert aktiv mit Forschern aus dem klinischen Bereich, sowie aus der kognitiven Biologie. In diversen Publikationen, welche in wissenschaftlichen Fachzeitschriften wie Proceedings of the National Academy of Sciences, Philosophical Transactions of the Royal Society B, Journal of Neuroscience und NeuroImage erschienen, konnten Claus Lamm und seine Mitautoren zeigen, dass zwei Faktoren besonders wichtig für das komplexe Konstrukt der Empathie sind: geteilte affektive Repräsentation und die Unterscheidung zwischen Selbst und Anderen. In letzter Zeit konnte er durch das Phänomen der Placeboanalgesie zeigen, dass Empathie für die Schmerzen anderer in der eigenen Schmerzerfahrung verankert ist. Darüber hinaus hat Claus Lamm sich vermehrt der komparativen Forschung zugewandt, um mithilfe von Verhaltensforschung sowie neurowissenschaftlichen Methoden ein tieferes Verständnis für die konvergente Entwicklung von Empathie und verwandten Prozessen zu entwickeln.

## Ausgewählte Publikationen
- mit C. D. Batson und J. Decety: The neural substrate of human empathy: Effects of perspective-taking and cognitive appraisal. In: Journal of Cognitive Neuroscience. Band 19, Nr. 1, 2007, S. 42–58. doi:10.1162/jocn.2007.19.1.42
- mit J. Decety: The role of the right temporoparietal junction in social interaction: How low-level computational processes contribute to meta-cognition. In: The Neuroscientist. Band 13, Nr. 6, 2007, S. 580–593. doi:10.1177/1073858407304654
- mit T. Singer: The social neuroscience of empathy. In: Annals of the New York Academy of Science. Band 1156, 2009, S. 81–96. doi:10.1111/j.1749-6632.2009.04418.x
- mit J. Decety und T. Singer: Meta-analytic evidence for common and distinct neural networks associated with directly experienced pain and empathy for pain. In: NeuroImage. Band 54, Nr. 3, 2011, S. 2492–2502. doi:10.1016/j.neuroimage.2010.10.014
- mit L. Tomova, B. von Dawans, M. Heinrichs und G. Silani: Is stress affecting our ability to tune into others? Evidence for gender differences in the effects of stress on self-other distinction. In: Psychoneuroendocrinology. Band 43, 2014, S. 95–104. doi:10.1016/j.psyneuen.2014.02.006
- mit Y. Majdandžić: The role of shared neural activations, mirror neurons, and morality in empathy – A critical comment. In: Neuroscience Research. Band 90, 2015, S. 15–24. doi:10.1016/j.neures.2014.10.008
- mit M. Rütgen, E. M. Seidel und I. Riecansky: Reduction of empathy for pain by placebo analgesia suggests functional equivalence of empathy and first-hand emotion experience. In: Journal of Neuroscience. Band 35, Nr. 23, 2015, S. 8938–8947. doi:10.1523/JNEUROSCI.3936-14.2015
- mit M. Rütgen, E. M. Seidel, G. Silani, G. Riecansky, A. Hummer, C. Windischberger und P. Petrovic: Placebo analgesia and its opioidergic regulation suggest that empathy for pain is grounded in self pain. In: Proceedings of the National Academy of Sciences. Band 112, Nr. 41, 2015, S. E5638–E5646. doi:10.1073/pnas.1511269112
- mit G. Silani und T. Singer: Distinct neural networks underlying empathy for pleasant and unpleasant touch. In: Cortex. Band 70, 2015, S. 79–89. doi:10.1016/j.cortex.2015.01.021
- mit H. Bukowski und G. Silani: From shared to distinct self–other representations in empathy: evidence from neurotypical function and socio-cognitive disorders. In: Philosophical Transactions of the Royal Society B. Band 371, 2016, Artikel 20150083. doi:10.1098/rstb.2015.0083
- mit L. Tomova, J. Majdandzic, A. Hummer, C. Windischberger und M. Heinrichs: Increased neural responses to empathy for pain might explain how acute stress increases prosociality. In: Social Cognitive and Affective Neuroscience. 2016. doi:10.1093/scan/nsw146
- mit M. Wittmann und N. Faber: A neuroscientific perspective on the computational theory of social groups. In: Behavioral and Brain Sciences. Band 45, 2022, S. E126. doi:10.1017/S0140525X2100128X.

* = Autoren trugen in gleichem Ausmaß zur Arbeit bei